# Albert Boadella
 (septembre 2017).
Si vous disposez d'ouvrages ou d'articles de référence ou si vous connaissez des sites web de qualité traitant du thème abordé ici, merci de compléter l'article en donnant les références utiles à sa vérifiabilité et en les liant à la section « Notes et références ».
Albert Boadella Oncins, né le 30 juillet 1943 à Barcelone, est un acteur et dramaturge espagnol. Il a dirigé jusqu'en 2012 la compagnie de théâtre Els Joglars (ca). 

## Biographie
Albert Boadella étudie l'art dramatique à l'Institut del Teatre de Barcelone, au Centre dramatique de l'Est (Strasbourg) et l'expression corporelle à Paris. Alors qu'il est étudiant, il fait partie de la troupe du mime Italo Riccardi.
En 1962, âgé de 19 ans, il fonde à Barcelone avec ses camarades Carlota Soldevila i Escandon (ca) et Anton Font, Els Joglars (ca), la compagnie où il développera toute sa carrière d'acteur, de metteur en scène et de dramaturge. Avec Els Joglars, il a monté plus d'une trentaine de spectacles. Ses pièces ont une charge critique et satirique importante, particulièrement contre le pouvoir établi et la religion.
Le 2 décembre 1977, alors que le régime franquiste est encore en place malgré la mort du dictateur, Boadella est incarcéré à la prison Model de Barcelone pour un délit d'injures à l'armée dans La Torna, une satire du procès de Heinz Ches. Il parvient à s'échapper de la prison et se réfugie en France.
De retour en Espagne, il crée encore la polémique avec des pièces comme Teledeum, Ubú president, très critiques à l'égard de Jordi Pujol ou Salvador Dalí.
À côté de son activité théâtrale, il crée et dirige plusieurs émissions pour la télévision. Il est aussi l'auteur de plusieurs livres dont des mémoires (Memorias de un bufón).
En 2003, il dirige le film Buen viaje, excelencia, une satire des derniers mois en vie du général Franco.
Grand aficionado de la tauromachie, et admirateur de Cúchares, Boadella place l'émotion suscitée par la corrida au-dessus de tous les autres arts : « Dans le monde occidental, il n'y a aucune autre cérémonie capable d'émouvoir et d'élever avec autant de force l'être humain. Tout au long de ma vie, j'ai été témoin des meilleures expressions artistiques, que ce soit dans la musique, la danse, l'opéra ou le théâtre, mais rien n'est comparable à la tauromachie. » En décembre 2006, il présente une pièce courte, à la manière des joutes médiévales, intitulée Controversia del toro y el torero, où il alterne les raisons en faveur et en contre la tauromachie. Son soutien aux corridas lui a valu l'amitié de toreros célèbres comme José Tomás et Enrique Ponce, mais aussi des critiques. Dans ses mémoires, Boadella le prend avec sportivité : « Personne ne m'a insulté avec plus de violence et de fanatisme que les opposants à la corrida avec leur masques béats d'antiviolents. Mais, plus la pression sera forte, de même que les chrétiens de la Rome antique, plus la tauromachie aura de vigueur et de sens. Des papes et des rois ont essayé d'en finir avec la tauromachie. On voit le résultat : il y a de plus en plus d'élevages de taureaux et l'art de la tauromachie se porte mieux que jamais. ».

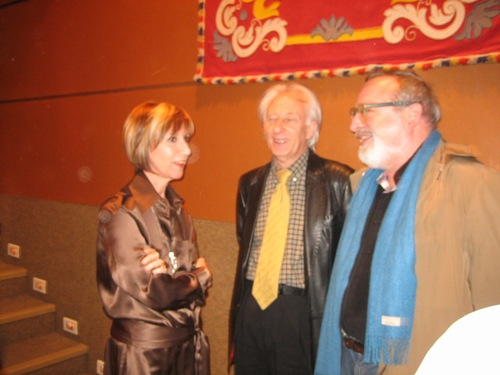
Acte de Ciutadans de Catalunya à Madrid: Rosa Díez, Albert Boadella et Fernando Savater.

En septembre 2007, son livre de mémoires Adiós Cataluña. Crónicas de amor y de guerra remporte le Prix Espasa. Lors de la présentation du livre, il explique que son adieu à la Catalogne n'est pas que métaphorique mais aussi réel. En effet, il annonce qu'il ne travaillera plus en Catalogne en raison du boycott dont sont victimes ses spectacles à la suite de ses prises de position opposées au nationalisme catalan.
En 2009, il devient directeur artistique d'un théâtre à Madrid, poste que lui a offert la présidente de la Communauté de Madrid, Esperanza Aguirre.
Le 11 septembre 2012, Boadella annonce qu'il laisse la direction de Els Joglars à Ramon Fontserè. 
En décembre 2012, il reçoit le prix Alfonso Ussía dans la catégorie « Personnage de l'année ».

### Politique
Albert Boadella est sympathisant de la gauche antifranquiste catalane dans les années 1970. Après la mort de Franco, il s'oppose à Jordi Pujol et au nationalisme catalan en les parodiant dans le spectacle Operació Ubú. Boadella se rapproche du PSC (Parti socialiste catalan), plus pour se protéger des boycotts organisés par les nationalistes que par conviction.
Le dénominateur commun tout le long de sa carrière est la défense de la liberté et la critique des dogmatismes. Il s'attaque à certains pouvoirs : Jordi Pujol, Franco, l'Église, le parti nationaliste ERC, ce qui lui vaut des inimitiés très variées en apparence (l'extrême droite espagnole, l'indépendantisme catalan de droite et de gauche, certains secteurs de l'église). 
Boadella a réalisé des parodies acides de personnages de la culture catalane tels que Salvador Dalí, mais il aussi montré son admiration pour d'autres comme l'écrivain Josep Pla (dans La Increíble historia del Dr. Floit & Mr. Pla). Tout ceci a entraîné l'hostilité de certains secteurs, aussi bien dans le monde du théâtre qu'au niveau institutionnel.
Albert Boadella s'oppose frontalement à la dérive catalaniste du PSC à la suite du "Pacto del Tinell" qui conduit le PSC au pouvoir régional grâce à une coalition avec ERC. Boadella est un des intellectuels, avec Francesc de Carreras, Arcadi Espada, Félix Ovejero, Félix de Azúa ou Iván Tubau, qui soutiennent la plateforme civique Ciutadans de Catalunya qui donnera naissance au parti politique Ciudadanos - Partido de la Ciudadanía, opposé au catalanisme. Dans ce cadre, il devient le 16 janvier 2018 le président en exil de la Tabarnia, un mouvement satirique voulant que certaines régions de Catalogne situées dans les provinces de Barcelone et Tarragone majoritairement opposées à l'indépendance s'en détachent et accèdent au statut de communauté autonome au sein de l'Espagne,.

## Œuvres
- Columbi Lapsus (1993)
- Teledeum (1994)
- Yo tengo un tío en América (1995)
- El rapto de Talía (2000)
- Memorias de un bufón (2001)
- Adiós Cataluña. Crónicas de amor y de guerra (2007), prix Espasa de l'essai (es)
- Dios los cría y ellos hablan de sexo, drogas, España, corrupción... (2010), avec Fernando Sánchez Dragó
- Diarios de un francotirador (2012)